# Alphonse Mailly

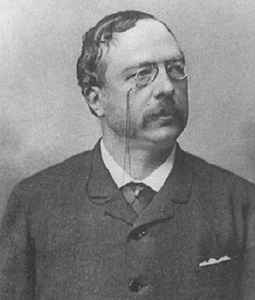
Alphonse Mailly

Jean Alphonse Ernest (Alphonse) Mailly (Brussel, 27 november 1833 - Elsene, 10 januari 1918) was een Belgisch organist en componist.

## Levensloop
Mailly's vader Pierre Joseph Mailly (artiste musicien; moeder Catherine Martel) was kapelmeester in de Brusselse Begijnhofkerk en cellist in het orkest van de Muntschouwburg. Mailly studeerde aan het Koninklijk Conservatorium van Brussel bij Lados (notenleer), Bosselet (harmonie), Michelot (piano), Girschner en Jacques-Nicolas Lemmens (orgel). Daarnaast studeerde hij nog compositie en orkestratie. Hij behaalde eerste prijzen notenleer (1847), piano (1850) en orgel (1854). Na zijn studies werd hij pianist-begeleider in de Muntschouwburg en organist van Onze-Lieve-Vrouw-ter-Finisterraekerk in de Nieuwstraat in Brussel.
Al vlug had Mailly een grote internationale  faam als concertorganist. Nadat hij op 8 maart 1858 in Parijs had geconcerteerd noemde Hector Berlioz hem: “L’un des plus savants virtuoses que l’art moderne du grand orgue ait produits”. Verder concerteerde Mailly onder meer in Londen en Amsterdam. Hij werkte ook mee aan verschillende uitvoeringen van de “Quadrilogie religieuse” van zijn studiegenoot en vriend Peter Benoit.
In 1861 werd Mailly pianoleraar aan het Brussels conservatorium en vier jaar later volgde hij zijn leraar Jacques-Nicolas Lemmens op als orgelleraar. Mailly telde onder zijn leerlingen tal van bekende organisten : Léon Dubois, August De Boeck, Adolphe Wouters, Léon Jadin, Alfred Mahy en Léandre Vilain. Eind jaren zeventig van de 19e eeuw gaf hij een aantal concerten in het Paleis voor Volksvlijt in Amsterdam, in 1879 werd zijn leerling  Jean-Baptiste de Pauw aangesteld als "Paleisorganist".
In 1869 werd Mailly organist van de Karmelietenkerk in Brussel waar zijn orgelspel veel bewonderaars naar de hoogmis lokte. Hij bleef tot op hoge leeftijd concerteren. Hij was ook een gewaardeerd adviseur bij de orgelbouw, zo bij de bouw van het Cavaillé-Coll-orgel in de concertzaal van het Brussels conservatorium.
In 1903 ging hij met pensioen als orgelleraar, hij werd opgevolgd door Alphonse Desmet.
Andere bekende Belgische organisten uit zijn tijd waren Jacques-Nicolas Lemmens, Joseph Callaerts, Clément Loret, Jozef Tilborghs, Léandre Vilain en Jenny Van Rysselberghe.

## Composities
- Veel werken voor orgel onder andere de sonate nr. 1 (zijn bekendste werk en opgedragen aan François-Joseph Fétis) , “Méditiation”, “Feuillets d’Album” met als delen “Badinage”, “Evocation”, “Prière”, “Valse mélancolique” en “Sérénade”.
- Naast werken voor harmonium en piano schreef hij ook motetten en kamermuziek (serenade voor fluit, viool, cello, piano en orgel; pianotrio)

Er is voorlopig slechts heel weinig muziek van hem voorhanden op Cd.

### Nederlandse lexicons
- Henri Viotta, Lexicon der Toonkunst, deel II, 1883, pagina 523
- Eduard A. Melchior: Woordenboek der toonkunst 1890, pagina 426
- Geïllustreerd muzieklexicon, onder redactie van Mr. G. Keller en Philip Kruseman, medewerking van Sem Dresden, Wouter Hutschenruijter (1859-1943), Willem Landré, Alexander Voormolen en Henri Zagwijn; uitgegeven in 1932/1949 bij J. Philips Kruseman, Den Haag; pagina 423
- Jozef Robijns, Miep Zijlstra: Algemene muziek encyclopedie, Haarlem: De Haan, 1979-1984, ISBN 978-90-228-4930-9, deel 6, pagina 174

- Bibliothèque nationale de France: cb14831033x (data)
- Gemeinsame Normdatei: 103843566
- International Standard Name Identifier: 0000 0001 2020 2062
- Library of Congress Control Number: nr98009169
- MusicBrainz: 74f5271c-6915-4ad8-aad7-e6efe873784c
- Nationale Bibliotheek van Tsjechië: mzk2011647694
- Nederlandse Thesaurus van Auteursnamen: 11070360X
- Trove: 1498705
- Virtual International Authority File: 5196546
- WorldCat: E39PBJwxGVKj6xY4YmXTyK7WDq